# 1863 en santé et médecine
| Années de la santé et de la médecine : 1860 - 1861 - 1862 - 1863 - 1864 - 1865 - 1866    |
| Décennies de la santé et de la médecine : 1830 - 1840 - 1850 - 1860 - 1870 - 1880 - 1890 |

Cet article présente les faits marquants de l'année 1863 en santé et médecine.

## Évènements
- À la demande de Napoléon III, Louis Pasteur, spécialiste de la fermentation et de la putréfaction, commence ses recherches sur les maladies du vin ; il publiera les résultats de ses travaux dans Études sur le vin en 1866.
- William Banting publie le pamphlet Letter on Corpulence, Addressed to the Public (« Lettre sur la corpulence, à l'intention du public»), considéré comme le premier livre sur les régimes amaigrissants pauvres en glucides[1].

## Naissances
- 15 mai : Jean De Boeck (mort en 1913), psychiatre belge[2],[3].
- 12 juillet : Albert Calmette (mort en 1933), médecin militaire et bactériologiste français, inventeur, avec Camille Guérin, du BCG, vaccin contre la tuberculose[4].

## Décès
- Louis René Villermé (né en 1782), auteur du Tableau de l'état physique et moral des ouvriers employés dans les manufactures[5] qui est à l'origine de la loi de 1841 sur le travail des enfants[6] et de celle de 1850 sur la location de logements insalubres.